# Бонэм-Картер, Криспин
Криспин Дэниел Бонэм-Картер (англ. Crispin Daniel Bonham-Carter; род. 23 сентября 1969 года) — британский актер и театральный режиссёр.

## Карьера
В 1993 году Криспин сыграл роль воздыхателя героини Рейчел Вайс в теленовелле Scarlet and Black наряду с Юэном Макгрегором, а в 1994 году снялся в ситкоме Honey for Tea. В 2001 году ему досталась эпизодическая роль в фильме «Дневник Бриджит Джонс». В 1995 году Криспин сыграл роль мистера Бингли в телевизионной адаптации романа Джейн Остин «Гордость и предубеждение». В 2004 году Криспин сыграл роль садовника в четвёртом сезоне сериала «Ещё по одной».

## Личная жизнь
Криспин Бонэм-Картер — сын Питера Бонэм-Картера и Клоды Гринвуд, а также внук сэра Кристофера Бонэм-Картера. Он приходится четвероюродным племянником актрисе Хелене Бонэм-Картер и её брату Эдварду. Криспин женат на Кэтрин Джулиан Дауни. У пары четверо сыновей: Артур Томас Патрик, Кристофер Руан, Стэнли Питер и Фрэнк Дуглас.
Бонэм-Картер учился в колледже Glenalmond, а в 1992 году окончил Сент-Эндрюсский университет. В 2011 году он представлял свой университет в программе University Challenge.
С 2015 года Бонэм-Картер преподает английский язык и классическую литературу в Alexandra Park School на севере Лондона.

## Избранная фильмография

### Фильм
| Год  | Название                                          | Роль                 | Примечание         |
| ---- | ------------------------------------------------- | -------------------- | ------------------ |
| 1992 | Говардс-Энд                                       | Альберт Фассел       | дебют              |
| 1995 | Гордость и предубеждение                          | мистер Чарльз Бингли | мини-сериал        |
| 1995 | Энни: Королевское приключение                     | Руперт Хогботтом     | тв-фильм           |
| 1998 | Бэзил                                             | Ральф                |                    |
| 1998 | Грозовой перевал                                  | Эдгар Линтон         | тв-фильм           |
| 2001 | Дневник Бриджит Джонс                             | Грэг                 | в титрах не указан |
| 2001 | Виктория и Альберт                                | Фредерик Стэндиш     | мини-сериал        |
| 2001 | Комнаты смерти: Загадки настоящего Шерлока Холмса | Рубен Проктор        | мини-сериал        |
| 2006 | Казино «Рояль»                                    | доктор в комнате №2  |                    |

### Музыкальный видеоклип
| Название      | Год  | Исполнитель | Альбом           | Ref.  |
| ------------- | ---- | ----------- | ---------------- | ----- |
| «Uptown Girl» | 2001 | Westlife    | World of Our Own | [ 3 ] |